# Margaret Mitchell (científica)
Margaret Mitchell és una científica informàtica que treballa en el biaix algorítmic i l'equitat en l’aprenentatge automàtic. És molt coneguda pel seu treball a l’hora d’eliminar automàticament els biaixos no desitjats sobre grups demogràfics dels models d'aprenentatge automàtic, així com per fer informes més transparents sobre el seu ús previst.
És membre del Partnership on AI. Margaret Mitchell és una defensora de la diversitat tecnològica i cofundadora de Widening NLP, una comunitat de dones i altres investigadors poc representats que treballen en processament del llenguatge natural i grup d'interès especial dins de l'Associació per a la Lingüística Computacional.
El febrer de 2021, es va donar per acabada la seva ocupació a Google, on co-dirigia l'equip d’Intel·ligència Artificial Ètica amb Timnit Gebru. El seu acomiadament es va produir després d'una investigació de cinc setmanes de Google, que va afirmar que va violar el codi de conducta i les polítiques de seguretat de la companyia. Això es va produir només unes poques setmanes després de la controvertida marxa del seu excolíder Timnit Gebru el desembre del 2020. Abans del seu acomiadament, Mitchell havia estat un defensor vocal de la diversitat a Google i havia expressat les seves preocupacions sobre la censura de la investigació a la companyia.

## Educació
Mitchell va obtenir el títol de llicenciada en lingüística al Reed College, Portland, Oregon, el 2005. Després d’haver treballat com a ajudant d’investigació a l’OGI School of Science and Engineering durant dos anys, posteriorment va obtenir un Màster en Lingüística Computacional per la Universitat de Washington el 2009. Es va inscriure en un programa de doctorat a la Universitat d’Aberdeen, on va escriure una tesi doctoral sobre el tema Generating Reference to Visible Objects, gradant-se el 2013.

## Carrera i recerca
El 2012, Mitchell es va unir al Centre d’Excel·lència de Tecnologia del Llenguatge Humà de la Universitat Johns Hopkins com a investigadora postdoctoral, abans d’ocupar un lloc a Microsoft Research el 2013. Posteriorment, va treballar a Google, on va fundar i va dirigir l'equip d’Intel·ligència Artificial Ètica juntament amb Timnit Gebru fins al seu acomiadament el febrer de 2020.
Mitchell és molt coneguda pel seu treball sobre l'equitat en l’aprenentatge automàtic i els mètodes per mitigar el biaix algorítmic. Això inclou el seu treball sobre la introducció del concepte de "Model Cards" per a una presentació d'informes de models més transparent, i mètodes per a la desviació de models d'aprenentatge automàtic mitjançant l'aprenentatge adversari. A Microsoft, Mitchell va ser cap de recerca del projecte Seeing AI, una aplicació que ofereix suport per a persones amb discapacitat visual narrant textos i imatges. El febrer de 2018, va fer una xerrada TED sobre "Com podem construir IA per ajudar els humans, no per fer-nos mal".